# Matanovo mali
Matanovo je hrid kod otoka Krka. Nalazi se nasuprot ornitološkog područja na Krku.
Visine je oko 3 metra. U blizini je manja hrid Matanovo.
U Državnom programu zaštite i korištenja malih, povremeno nastanjenih i nenastanjenih otoka i okolnog mora Ministarstva regionalnoga razvoja i fondova Europske unije, ne spominje se.